# Onyanko Club
Onyanko Club (jap. おニャン子クラブ, Onyanko Kurabu, dt. „Kätzchenclub“) war eine japanische J-Pop-Band, die von 1985 bis 1988 existierte.
Sie bestand ausschließlich aus Schülerinnen. Zu Beginn wurden über ein Casting wöchentlich neue Bandmitglieder gewählt.

## Mitglieder
Insgesamt gab es 52 offizielle und drei inoffizielle Mitglieder:
1. Mika Okuda (wurde offiziell am 25. April 1985 wegen des Shūkan-Bunshun-Rauchvorfalls entlassen)
2. Michiko Enokida (wurde offiziell am 25. April 1985 wegen des Shūkan-Bunshun-Rauchvorfalls entlassen)
3. Kayoko Yoshino (wurde offiziell am 25. April 1985 wegen des Shūkan-Bunshun-Rauchvorfalls entlassen)
4. Eri Nitta (schied im Herbst 1986 aus)
5. Miharu Nakajima (verließ die Gruppe im Frühjahr 1986)
6. Aki Kihara (verließ Anfang 1987 mit vier weiteren Mitgliedern Onyanko Club)
7. Mamiko Tomoda (wurde offiziell am 25. April 1985 wegen des Shūkan-Bunshun-Rauchvorfalls entlassen)
8. Sayuri Kokushō (verließ Anfang 1987 mit vier weiteren Mitgliedern Onyanko Club)
9. Mika Nagoya (schied im Herbst 1986 aus)
10. Mayumi Satō (wurde offiziell am 25. April 1985 wegen des Shūkan-Bunshun-Rauchvorfalls entlassen)
11. Satomi Fukunaga (schied im Herbst 1986 aus)
12. Sonoko Kawai (verließ die Gruppe im Frühjahr 1986)
13. Kazuko Utsumi (verließ Anfang 1987 mit vier weiteren Mitgliedern Onyanko Club)
14. Harumi Tomikawa (war seit ihrem Einstieg bis zur Auflösung im September 1987 dabei; sie war insgesamt am längsten in der Band)
15. Rika Tatsumi (verließ Anfang 1987 mit vier weiteren Mitgliedern Onyanko Club)
16. Mamiko Takai (verließ Anfang 1987 mit vier weiteren Mitgliedern Onyanko Club. Heirat mit Yasushi Akimoto)
17. Sanae Jōnouchi (war seit ihrem Einstieg bis zur Auflösung im September 1987 dabei)
18. Ruriko Nagata (war seit ihrem Einstieg bis zur Auflösung im September 1987 dabei)
19. Yukiko Iwai (war seit ihrem Einstieg bis zur Auflösung im September 1987 dabei)
20. Yōko Teramoto (musste die Band im September 1985 verlassen, da sie wegen der Band mit der Schule aufhörte)
21. Tamaki Gomioka
22. Mako Shiraishi (war seit ihrem Einstieg bis zur Auflösung im September 1987 dabei)
23. Kaori Hayashi
24. Fumio Mita
25. Akie Yoshizawa (schied im Herbst 1986 aus.)
26. Yoshie Akasaka (musste die Band am 4. Oktober 1985 verlassen, da kein Einverständnis der Schule)
27. Aki Matsumoto (musste die Band am 25. Oktober 1985 verlassen, da kein Einverständnis der Schule)
28. Mutsumi Yokota (war seit ihrem Einstieg bis zur Auflösung im September 1987 dabei)
29. Minayo Watanabe (war seit ihrem Einstieg bis zur Auflösung im September 1987 dabei)
30. Chiaki Mikami
31. Yūko Yajima
32. Susan Kumiko Yamamoto (schied im Herbst 1986 aus)
33. Tomoko Fukawa (war seit ihrem Einstieg bis zur Auflösung im September 1987 dabei)
34. Mami Yumioka
35. Takako Okamoto
36. Marina Watanabe (war seit ihrem Einstieg bis zur Auflösung im September 1987 dabei)
37. Kaori Ōnuki (musste die Band verlassen, da kein Einverständnis der Schule)
38. Shizuka Kudō (war seit ihrem Einstieg bis zur Auflösung im September 1987 dabei. 2000 Heirat mit Takuya Kimura)
39. Maki Takabatake
40. Akiko Ikuina (war seit ihrem Einstieg bis zur Auflösung im September 1987 dabei)
41. Noriko Kaise (war seit ihrem Einstieg bis zur Auflösung im September 1987 dabei)
42. Makiko Saitō (war seit ihrem Einstieg bis zur Auflösung im September 1987 dabei)
43. Toshie Moriya
44. Naoko Takada
45. Yumiko Yoshida
46. Sanae Nakajima
47. Yuriko Yamamori (war seit ihrem Einstieg bis zur Auflösung im September 1987 dabei)
48. Kayo Agazuma (war seit ihrem Einstieg bis zur Auflösung im September 1987 dabei)
49. Mitsuko Yoshimi
50. Miyuki Sugiura
51. Kumiko Miyano
52. Wakako Suzuki (war seit ihrem Einstieg bis zur Auflösung im September 1987 dabei)

Zwei Wochen nach ihrem Debütauftritt in der Show Yūyake Nyan-Nyan (夕やけニャンニャン, wörtlich: „Miau-Miau in der Abenddämmerung“) veröffentlichte das Magazin Shūkan Bunshun Fotos von Mika Okuda, Michiko Enokida, Kayoko Yoshino, Aki Kihara, Mamiko Tomoda und Mayumi Satō, auf welchen sie rauchend in einem Café zu sehen waren. Dadurch wurde der sogenannte Shūkan-Bunshun-Rauchvorfall (週刊文春喫煙事件, Shūkan Bunshun kitsuen jiken) ausgelöst. Da nach japanischem Recht Minderjährige (d. h. jünger als 20 Jahre) nicht rauchen dürfen, mussten sie am 25. April 1985 die Band verlassen. Aki Kihara wurde jedoch ein paar Tage später wieder aufgenommen.

## Diskografie
Studioalben
- 1985: Kick Off
- 1986: Yume Catalog (夢カタログ)
- 1986: Panic The World
- 1987: Side Line
- 1987: Circle

Hinzu kommen noch 20 Best-of-Alben.
Singles
- 1985: Sērāfuku o Nugasanai de / Haya Sugiru Sedai (セーラー服を脱がさないで / 早すぎる世代)
- 1985: Oyoshi ni Natte Teacher / Teddy Bear no Goro – Shōjo no Kaori (およしになってねTEACHER / テディベアの頃 -少女の香り-)
- 1986: Jā ne / Arerere (じゃあね / アレレレ)
- 1986: Otto Chikan! / Omoide Bijin (おっとCHIKAN! / 思い出美人)
- 1986: Osaki ni Shitsure / Print no Natsu (お先に失礼 / プリントの夏)
- 1986: Koi wa Kuesuchon / Anmitsu Taisakusen (恋はくえすちょん / あんみつ大作戦)
- 1987: No More Ren’ai Gokko / Anata Dake Oyasumi Nasai (NO MORE 恋愛ごっこ / あなただけおやすみなさい)
- 1987: Katatsumuri Samba / Meshibe to Oshibe (かたつむりサンバ / めしべとおしべ)
- 1987: Wedding Dress / Watashi o Yososhiku (ウェディングドレス / 私をよろしく)
- 2002: Shōmikigen / Dōkyūsei (ショーミキゲン / 同級生)

## Untergruppen

### Ushiroyubi Sasaregumi
Ushiroyubi Sasaregumi (うしろゆびさされ組) war die erste Untergruppe mit Mamiko Takai und Yukiko Iwai (alias „Yuyu“). Von 1985 bis 1987 veröffentlichten sie sechs Alben und Singles.

### Nyangilas
Nyangilas (ニャンギラス, Nyangirasu) war die zweite von drei Ablegergruppen innerhalb Onyanko Club. Sie veröffentlichte lediglich zwei Singles und ein Album. Mitglieder dieser Band waren Aki Kihara (6), Mika Nagoya (9), Rika Tatsumi (15), und Mako Shiraishi (22).

### Ushirogami Hikaretai
Ushirogami Hikaretai (うしろ髪ひかれ隊) bestand aus den Mitgliedern Akiko Ikuina, Shizuka Kudo und Makiko Saito. Veröffentlicht wurden fünf Singles und zwei Studioalben sowie ein Live-Album von 1987 und 1988.